# Bolesław Filipiak

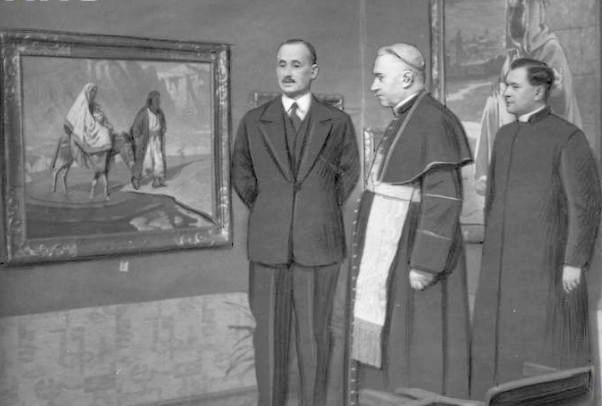
Bolesław Filipiak (rechts) als Sekretär von Kardinal Hlond (Mitte) (1938)

Bolesław Kardinal Filipiak (* 1. September 1901 in Osniszczewko, Polen; † 14. Oktober 1978 in Posen) war ein Kurienkardinal der römisch-katholischen Kirche.

## Leben
Filipiak studierte in Posen und Rom die Fächer Katholische Theologie und Philosophie. Er empfing am 29. Mai 1926 das Sakrament der Priesterweihe und arbeitete anschließend als Gemeindeseelsorger in der Erzdiözese Gnesen. Nach weiterführenden Studien wurde er im Jahre 1933 Persönlicher Sekretär des Erzbischofs von Gnesen, Kardinal August Hlond. In den Jahren 1944 bis 1945 saß er in deutscher Gefangenschaft. 1945 wurde Bolesław Filipiak Kathedralkanoniker und Mitglied des Diözesangerichts in Gnesen. Darüber hinaus stand er als Experte für Fragen des Eherechts in Diensten des Heiligen Stuhls. Ab 1947 arbeitete er am Römischen Gerichtshof, dem er ab 1967 als Dekan vorstand. 1975 wurde er Präsident des Berufungsgerichts im Vatikanstaat.
Am 1. Mai 1976 ernannte ihn Papst Paul VI. zum Titularbischof von Plestia. Die Bischofsweihe empfing Bolesław Filipiak am 14. Mai 1976 durch Kardinal Pericle Felici; Mitkonsekratoren waren Antoni Baraniak, Erzbischof von Posen, und Andrzej Maria Deskur, Präsident des Päpstlichen Rates für die sozialen Kommunikationsmittel. Am 24. Mai 1976 nahm ihn der Papst als Kardinaldiakon mit der Titeldiakonie San Giovanni Bosco in via Tuscolana in das Kardinalskollegium auf.
Bolesław Filipiak starb am 14. Oktober 1978 in Posen und wurde in der dortigen Kathedrale beigesetzt.